# Finale de la Ligue Europa 2017-2018
La finale de la Ligue Europa 2017-2018 est la 47e finale de la Ligue Europa, et la 9e depuis la réforme de l'ancienne Coupe UEFA. Ce match de football a eu lieu le 16 mai 2018 au Groupama Stadium de Décines-Charpieu.
Elle oppose le club français de l'Olympique de Marseille au club espagnol de l'Atlético de Madrid. Le match se termine sur une victoire 3-0 des Madrilènes qui remportent la troisième Ligue Europa de leur histoire.
Vainqueur de la finale, l'Atlético de Madrid est qualifié pour la Supercoupe de l'UEFA 2018, où il affronte le Real Madrid, vainqueur de la finale de la Ligue des champions. Le club étant déjà qualifié pour la Ligue des champions 2018-2019 par le biais de son championnat, la place dans la phase de groupes de cette compétition est reversée au troisième du championnat français.

## Organisation
Le Groupama Stadium est désigné hôte de la finale à l'issue d'une réunion du Comité exécutif de l'UEFA à Nyon le 9 décembre 2016. Il s'agît de la première finale de coupe d'Europe accueillie par le stade, inauguré en 2016, qui a notamment accueilli six matchs de l'Euro 2016, dont la demi-finale entre le Portugal et le pays de Galles. Sa capacité est de 59 186 places.
Il s'agît par ailleurs de la deuxième finale de compétition européenne accueillie par la ville de Lyon, qui a déjà été l'hôte de la finale de la Coupe des coupes en 1986 qui avait alors vu le club soviétique du Dynamo Kiev l'emporter face à l'Atlético de Madrid sur le score de 3-0 au stade de Gerland.
Stade de résidence de l'Olympique lyonnais, la possibilité d'une finale « à domicile » s'est présentée avec la qualification du club pour la compétition à l'issue de la saison 2016-2017. Elle prend cependant fin avec son élimination en huitième de finale face au CSKA Moscou.
L'ambassadeur de la finale est l'ancien international français Éric Abidal, qui a notamment évolué à l'Olympique lyonnais entre 2004 et 2007 et remporté la Ligue des champions à deux reprises avec le FC Barcelone en 2009 et en 2011.

## Contexte
Il s'agit de la troisième rencontre opposant les deux équipes en compétition européenne, les deux précédentes ayant eu lieu lors de la phase de groupes de la Ligue des champions 2008-2009, où l'Atlético de Madrid l'avait dans un premier emporté chez lui sur le score de 2-1 tandis que la deuxième rencontre en terre marseillaise s'était conclut sur un match nul et vierge.
L'Atlético de Madrid est la seule des deux équipes à avoir remporté la compétition par le passé, ayant été victorieux lors de ses deux finales face à Fulham en 2010 puis Bilbao en 2012. Les Marseillais prennent quant à eux part à leur troisième finale de C3, ayant perdu les deux précédentes face à Parme en 1999 puis face à Valence en 2004.

## Parcours des finalistes
Note : dans les résultats ci-dessous, le score du finaliste est toujours donné en premier (D : domicile ; E : extérieur).
| Rang | Équipe                 | Pts | J | G | N | P | Bp | Bc | Diff |
| ---- | ---------------------- | --- | - | - | - | - | -- | -- | ---- |
| 1    | Red Bull Salzbourg     | 12  | 6 | 3 | 3 | 0 | 7  | 1  | +6   |
| 2    | Olympique de Marseille | 8   | 6 | 2 | 2 | 2 | 4  | 4  | 0    |
| 3    | Konyaspor              | 6   | 6 | 1 | 3 | 2 | 3  | 5  | -2   |
| 4    | Vitória Guimarães      | 5   | 6 | 1 | 2 | 3 | 5  | 9  | -4   |

| Rang | Équipe             | Pts | J | G | N | P | Bp | Bc | Diff |
| ---- | ------------------ | --- | - | - | - | - | -- | -- | ---- |
| 1    | AS Rome            | 11  | 6 | 3 | 2 | 1 | 9  | 6  | +3   |
| 2    | Chelsea FC         | 11  | 6 | 3 | 2 | 1 | 16 | 8  | +8   |
| 3    | Atlético de Madrid | 7   | 6 | 1 | 4 | 1 | 5  | 4  | +1   |
| 4    | Qarabağ FK         | 2   | 6 | 0 | 2 | 4 | 2  | 14 | -12  |

### Olympique de Marseille
Arrivé cinquième du championnat français et héritant de la place qualificative du vainqueur de la Coupe de la Ligue à la suite de la qualification du Paris Saint-Germain pour la Ligue des champions, l'Olympique de Marseille fait son entrée dans la compétition à la fin du mois de juillet 2017, à l'occasion du troisième tour de qualification, qui les voit affronter les Belges du KV Ostende. Vainqueurs du match aller au stade Vélodrome sur le score de 4-2, incluant notamment un triplé de Valère Germain, un match nul et vierge en Belgique suffit à assurer la qualification marseillaise. Opposés aux Slovènes du NK Domžale lors des barrages, l'OM se qualifie sans grande difficulté, malgré un match nul un partout en Slovénie, en l'emportant 3-0 à domicile pour assurer sa place en phase de groupes.
Tirés dans le chapeau 2 lors du tirage au sort, les Olympiens se retrouvent opposés aux Autrichiens du Red Bull Salzbourg, aux Portugais du Vitória Guimarães et aux Turcs de Konyaspor dans le groupe I. Démarrant sur une courte victoire 1-0 à domicile face à ce dernier club, Marseille chute cependant dès la journée suivante à Salzbourg sur le même score. Se rattrapant avec une victoire 2-1 face à Guimarães, les Phocéens signent leur deuxième défaite de la phase de groupes lors du match retour au Portugal sur le score de 1-0. Les deux dernières rencontres de la phase de groupes voient le club marseillais décrocher in extremis le point du match nul en Turquie dans les arrêts de jeu avant de conclure sur nouveau un match nul « ennuyeux » face au Red Bull Salzbourg, déjà qualifié et assuré de terminer premier de la poule, tandis que les Marseillais se placent quant à eux en deuxième position avec un total de huit points et se qualifient ainsi pour la phase finale de la compétition.
Non-tête de série lors du tirage au sort des seizièmes de finale, Marseille se voit opposé au club portugais du Sporting Braga, vainqueur du groupe C. Largement vainqueurs du match aller au Vélodrome sur le score de 3-0 grâce à un doublé de Valère Germain et un but de Florian Thauvin, les Olympiens assurent se qualifient sans encombre malgré une défaite 1-0 au match retour. Les huitièmes de finale voient le club phocéen affronter le club espagnol de l'Athletic Bilbao, qui l'avait éliminé de la compétition deux ans plus tôt. Ouvrant le score au bout de quarante-huit secondes par l'intermédiaire de Lucas Ocampos, Dimitri Payet inscrit rapidement un deuxième but au quart d'heure de jeu pour porter l'avantage marseillais à 2-0. Malgré la réduction de l'écart d'Aritz Aduriz sur penalty en fin de première mi-temps, Ocampos scelle la victoire marseillaise peu avant l'heure de jeu en inscrivant un troisième but (3-1). Peu inquiétés au match retour, les Olympiens l'emportent une nouvelle fois en terre basque, par l'intermédiaire des deux mêmes buteurs, sur le score de 2-1, offrant aux Marseillais leur première qualification en quarts de finale de compétition européenne depuis la Ligue des champions 2011-2012.
Le tirage au sort des quarts de finale voit l'Olympique de Marseille être opposé au club allemand du RB Leipzig, repêché de la Ligue des champions et tombeur du SSC Naples et le Zénith Saint-Pétersbourg lors des deux tours précédents. Défaits en Allemagne sur le score de 1-0 par l'intermédiaire d'un but de Timo Werner à la fin de la première période, le match retour au Vélodrome démarre de manière trépidante avec trois buts inscrits dès les dix premières minutes de jeu, Bruma ouvrant le score pour les Allemands au bout de deux minutes avant qu'un but contre son camp de Stefan Ilsanker à la sixième minute puis de Bouna Sarr à la neuvième minute ne porte le score à 2-1 en faveur des hôtes, tandis que Thauvin inscrit le troisième but olympien de la première mi-temps à la 38e minute de jeu. Les Lipsiens reprennent brièvement l'avantage au score cumulé lorsque Jean-Kévin Augustin inscrit le deuxième allemand à la 55e minute de jeu avant que Dimitri Payet ne redonne l'avantage aux Français cinq minutes plus tard et que Hiroki Sakai n'assure définitivement la qualification marseillaise en demi-finales (5-2).
La demi-finale voit l'OM retrouver une nouvelle fois le Red Bull Salzbourg, qui a entre-temps fait tomber le Borussia Dortmund et la Lazio de Rome notamment. Vainqueur « avec réussite » du match aller à domicile grâce à des buts de Thauvin au quart de jeu et de Clinton Njie à l'heure de jeu (2-0), Marseille parvient à tenir son avantage durant la première période du match retour et manque d'ouvrir le score à plusieurs reprises. La seconde période est cependant marquée par un retour en force des Autrichiens qui ouvrent finalement le score par l'intermédiaire d'Amadou Haidara à la 53e minute de jeu avant qu'un but contre son camp de Sarr douze minutes plus tard ne remette les deux équipes à égalité. Les deux équipes se neutralisent par la suite et sont forcées de se départager lors des prolongations, Rolando inscrivant finalement le but de la victoire pour les Marseillais à la 116e minute, leur permettant d'accéder à leur troisième finale de C3, la première depuis 2004,.

### Atlético de Madrid
Arrivé troisième du championnat espagnol, l'Atlético de Madrid se qualifie directement pour la phase de groupes de la Ligue des champions. Placé dans le deuxième chapeau lors du tirage au sort, le club est tiré dans le groupe C en compagnie des Anglais de Chelsea, des Italiens de l'AS Rome et des Azéris du Qarabağ FK. Les Colchoneros démarrent difficilement la phase de groupes, enchaînant un match nul et vierge à Rome suivi d'une défaite à domicile face à Chelsea dans les derniers instants de la rencontre. Les difficultés continuent par la suite, les Espagnols enchaînant deux matchs nuls d'affilée face à Qarabag, considéré comme le petit poucet du groupe,. Le club décroche finalement sa première victoire lors de l'avant-dernière journée à la faveur d'une victoire 2-0 à domicile face à l'AS Rome. Le destin de l'Atlético est cependant scellé lors de la dernière journée qui voit le club décrocher un quatrième et dernier match nul sur la pelouse de Chelsea. Le club termine ainsi troisième de son groupe et est repêché pour la seizièmes de finale de la Ligue Europa.
Prenant part à la compétition pour la première fois depuis 2013, et considéré comme le grand favori,,, l'Atlético se trouve confronté à l'équipe danoise du FC Copenhague lors des seizièmes de finale. Largement vainqueurs lors du match aller au Danemark sur le score de 4-1, les Colchoneros se qualifient aisément pour les huitièmes de finale à la faveur d'une nouvelle victoire 1-0 à domicile lors du match retour. Confrontés aux Russes du Lokomotiv Moscou lors du tour suivant, les Espagnols se qualifient une nouvelle fois sans difficulté en l'emportant dans un premier temps nettement à domicile sur le score de 3-0 avant de se qualifier en Russie à la faveur d'une large victoire 5-1.
Confrontés au Sporting Portugal lors des quarts de finale, l'Atlético domine le match aller à domicile, inscrivant un but au bout de vingt-deux secondes de jeu par l'intermédiaire de Koke avant qu'Antoine Griezmann ne double la marque à la 40e minute, les quelques opportunités portugaises ne parvenant pas à trouver le chemin des filets (2-0). Le match retour se montre très compliqué pour les Espagnols, bousculés par leurs adversaires tout au long de la rencontre, ceux-ci ouvrant le score à la 28e minute de jeu par Fredy Montero. Ils parviennent finalement à tenir leur avantage grâce à plusieurs parades décisives du gardien Jan Oblak permettant au score de rester inchangé et aux Colchoneros de se qualifier pour leur quatrième demi-finale de coupe d'Europe en cinq ans.
La demi-finale voit l'Atlético être confronté aux Anglais d'Arsenal, autre club régulièrement cité parmi les favoris à la victoire finale,,,. Rapidement réduits à dix à la suite de l'expulsion du latéral Šime Vrsaljko après dix minutes de jeu et largement dominés par la suite, les Espagnols passent la grande majorité du match aller à Londres à défendre d'abord le match nul puis leur faible désavantage après l'ouverture du score d'Alexandre Lacazette à l'heure de jeu. Les Colchoneros parviennent finalement à arracher un match nul « inespéré » grâce à un but de Griezmann en contre profitant d'une erreur de la défense londonienne pour remettre les deux équipes à égalité, le score restant inchangé par la suite (1-1). Le match retour à Madrid est quant à lui plus à l'avantage de l'Atlético, qui domine la confrontation et inscrit le seul et unique but de la rencontre par l'intermédiaire de Diego Costa en toute fin de première période tandis que les Londoniens ne parviennent pas à concrétiser leurs quelques occasions, étant finalement défaits sur le score cumulé de 2-1 et permettant aux Espagnols de prendre part à leur troisième finale de C3, la première depuis 2012.

## Match

### Arbitrage
Le Néerlandais Björn Kuipers est nommé arbitre de la finale par l'UEFA le 7 mai 2018. Le reste du corps arbitral se compose des Néerlandais Sander van Roekel et Erwin Zeinstra en tant qu'assistants, Danny Makkelie et Pol van Boekel en tant qu'arbitres assistants supplémentaires, Mario Diks en tant qu'arbitre de réserve, et du Polonais Szymon Marciniak en tant que quatrième arbitre.

### Feuille de match
| Marseille ·   |                        |     |
| Titulaires :  |                        |     |
|               |                        |     |
| 30            | Steve Mandanda         |     |
| 18            | Jordan Amavi           |     |
| 19            | Luiz Gustavo           |     |
| 23            | Adil Rami              |     |
| 17            | Bouna Sarr             |     |
| 8             | Morgan Sanson          |     |
| 29            | André Zambo Anguissa   |     |
| 5             | Lucas Ocampos          | 55e |
| 10            | Dimitri Payet          | 32e |
| 26            | Florian Thauvin        |     |
| 28            | Valère Germain         | 74e |
|               |                        |     |
| Remplaçants : |                        |     |
| 16            | Yohann Pelé            |     |
| 2             | Hiroki Sakai           |     |
| 6             | Rolando                |     |
| 4             | Boubacar Kamara        |     |
| 27            | Maxime Lopez           | 32e |
| 11            | Konstantínos Mítroglou | 74e |
| 14            | Clinton Njie           | 55e |
|               |                        |     |
| Entraîneur :  |                        |     |
| Rudi Garcia   |                        |     |

| Atlético de Madrid · |                    |     |
| Titulaires :         |                    |     |
|                      |                    |     |
| 13                   | Jan Oblak          |     |
| 19                   | Lucas Hernandez    |     |
| 2                    | Diego Godín        |     |
| 24                   | José María Giménez |     |
| 16                   | Šime Vrsaljko      | 46e |
| 6                    | Koke               |     |
| 8                    | Saúl Ñíguez        |     |
| 14                   | Gabi               |     |
| 11                   | Ángel Correa       | 89e |
| 18                   | Diego Costa        |     |
| 7                    | Antoine Griezmann  | 90e |
|                      |                    |     |
| Remplaçants :        |                    |     |
| 25                   | Axel Werner        |     |
| 3                    | Filipe Luís        |     |
| 15                   | Stefan Savić       |     |
| 20                   | Juanfran           | 46e |
| 5                    | Thomas Partey      | 89e |
| 9                    | Fernando Torres    | 90e |
| 21                   | Kévin Gameiro      |     |
|                      |                    |     |
| Entraîneur :         |                    |     |
| Germán Burgos        |                    |     |

| Marseille ·   |                        |     |
| Titulaires :  |                        |     |
|               |                        |     |
| 30            | Steve Mandanda         |     |
| 18            | Jordan Amavi           |     |
| 19            | Luiz Gustavo           |     |
| 23            | Adil Rami              |     |
| 17            | Bouna Sarr             |     |
| 8             | Morgan Sanson          |     |
| 29            | André Zambo Anguissa   |     |
| 5             | Lucas Ocampos          | 55e |
| 10            | Dimitri Payet          | 32e |
| 26            | Florian Thauvin        |     |
| 28            | Valère Germain         | 74e |
|               |                        |     |
| Remplaçants : |                        |     |
| 16            | Yohann Pelé            |     |
| 2             | Hiroki Sakai           |     |
| 6             | Rolando                |     |
| 4             | Boubacar Kamara        |     |
| 27            | Maxime Lopez           | 32e |
| 11            | Konstantínos Mítroglou | 74e |
| 14            | Clinton Njie           | 55e |
|               |                        |     |
| Entraîneur :  |                        |     |
| Rudi Garcia   |                        |     |

| Atlético de Madrid · |                    |     |
| Titulaires :         |                    |     |
|                      |                    |     |
| 13                   | Jan Oblak          |     |
| 19                   | Lucas Hernandez    |     |
| 2                    | Diego Godín        |     |
| 24                   | José María Giménez |     |
| 16                   | Šime Vrsaljko      | 46e |
| 6                    | Koke               |     |
| 8                    | Saúl Ñíguez        |     |
| 14                   | Gabi               |     |
| 11                   | Ángel Correa       | 89e |
| 18                   | Diego Costa        |     |
| 7                    | Antoine Griezmann  | 90e |
|                      |                    |     |
| Remplaçants :        |                    |     |
| 25                   | Axel Werner        |     |
| 3                    | Filipe Luís        |     |
| 15                   | Stefan Savić       |     |
| 20                   | Juanfran           | 46e |
| 5                    | Thomas Partey      | 89e |
| 9                    | Fernando Torres    | 90e |
| 21                   | Kévin Gameiro      |     |
|                      |                    |     |
| Entraîneur :         |                    |     |
| Germán Burgos        |                    |     |

### Statistiques
| Statistique    | Marseille | Atlético |
| -------------- | --------- | -------- |
| Buts marqués   | 0         | 1        |
| Tirs           | 6         | 4        |
| Tirs cadrés    | 1         | 1        |
| Arrêts         | 0         | 1        |
| Possession     | 61%       | 39%      |
| Corners        | 0         | 0        |
| Fautes         | 8         | 7        |
| Hors-jeu       | 0         | 1        |
| Cartons jaunes | 1         | 1        |
| Cartons rouges | 0         | 0        |

| Statistique    | Marseille | Atlético |
| -------------- | --------- | -------- |
| Buts marqués   | 0         | 2        |
| Tirs           | 6         | 8        |
| Tirs cadrés    | 1         | 3        |
| Arrêts         | 1         | 1        |
| Possession     | 47%       | 53%      |
| Corners        | 1         | 6        |
| Fautes         | 10        | 2        |
| Hors-jeu       | 0         | 2        |
| Cartons jaunes | 2         | 1        |
| Cartons rouges | 0         | 0        |

| Statistique    | Marseille | Atlético |
| -------------- | --------- | -------- |
| Buts marqués   | 0         | 3        |
| Tirs           | 12        | 12       |
| Tirs cadrés    | 2         | 4        |
| Arrêts         | 1         | 2        |
| Possession     | 54%       | 46%      |
| Corners        | 1         | 6        |
| Fautes         | 18        | 9        |
| Hors-jeu       | 0         | 3        |
| Cartons jaunes | 3         | 2        |
| Cartons rouges | 0         | 0        |